# Sielsowiet Trzeciakowce
Sielsowiet Trzeciakowce (biał. Траццякоўскі сельсавет, Tracciakouski sielsawiet; ros. Третьяковский сельсовет) – sielsowiet na Białorusi, w obwodzie grodzieńskim, w rejonie lidzkim, z siedzibą w Jodkach.

## Demografia
Według spisu z 2009 sielsowiety Trzeciakowce i Dokudowo zamieszkiwało 4583 osób, w tym 2418 Białorusinów (52,76%), 1741 Polaków (37,99%), 316 Rosjan (6,90%), 58 Ukraińców (1,27%), 7 Litwinów (0,15%), 7 Gruzinów (0,15%), 6 Ormian (0,13%), 12 osób innych narodowości i 18 osób, które nie podały żadnej narodowości.

## Geografia i transport
Sielsowiet położony jest na Poniemniu, w środkowej i we wschodniej części rejonu lidzkiego. Największymi rzekami są Niemen, stanowiący jego granicę oraz Lidzieja. Na jego terytorium znajduje się duży kompleks torfowisk, częściowo chronionych przez Dokudowski Rezerwat Biologiczny, a częściowo eksploatowanych.
Przez sielsowiet przebiegają linie kolejowe Baranowicze – Lida i Lida – Mosty, drogi magistralne M6 i M11 oraz wschodnia i zachodnia obwodnica Lidy.

## Historia
18 października 2013 do sielsowietu Trzeciakowce został przyłączony w całości likwidowany sielsowiet Dokudowo, składający się z 17 miejscowości.

## Miejscowości
- agromiasteczko:
  - Jodki
- wsie:

| - - Anaćki - Biskupce - Burnosy - Czerewki - Dokudowo Drugie - Dokudowo Pierwsze - Dolina - Filonowce - Gawia-Piaski - Hornie - Jelna | - - Kieńcie - Kolesiszcze - Korniłki - Łuczki - Mielechowo - Mikulicze - Minojty - Misury - Nowickie Drugie - Ostrowla - Piaski | - - Pieciulowce - Piotry - Poddubno - Porośle - Skamienny Bór - Szejbaki - Szeroka - Trzeciakowce - Wieliczki - Winkowce - Zabłotnia |